# Jeziora Małe
Jeziora Małe – osada w Polsce położona w województwie kujawsko-pomorskim, w powiecie mogileńskim, w gminie Jeziora Wielkie.
W latach 1975–1998 miejscowość administracyjnie należała do województwa bydgoskiego.